# Questa vita tuttavia mi pesa molto
Questa vita tuttavia mi pesa molto è un romanzo del 2015 dello scrittore Edgardo Franzosini edito da Adelphi. L'opera è stata vincitrice del Premio letterario Giovanni Comisso e del Premio Dessì nel 2016. È stato tradotto in inglese con il titolo The Animal Gazer dalla casa editrice New Vessel Press.

## Trama
È un romanzo biografico, che racconta parte della vita dello scultore animalista Rembrandt Bugatti, fratello del fondatore della casa automobilistica Bugatti e autore della scultura dell'elefante che danza, simbolo della Bugatti Royale.
Il romanzo si concentra sulle visite di Rembrandt al Jardin des Plantes di Parigi e allo Zoo di Anversa, dove si trova allo scoppio della prima guerra mondiale. Assistendo i feriti con la Croce Rossa contrae la tubercolosi. Questo fatto, assieme  all'uccisione di tutti gli animali dello zoo a causa dell'avanzata tedesca, aggrava la sua depressione e lo spinge al suicidio.

## Critica
Il libro ha ricevuto recensioni sulla stampa nazionale, con articoli apparsi su la Repubblica, Il Sole 24 Ore, Il Fatto Quotidiano e Il Giornale. 

## Edizioni
- Questa vita tuttavia mi pesa molto, Collana Piccola Biblioteca n.680, Milano, Adelphi, 2015, ISBN 978-88-459-3012-6.
- (EN) Edgardo Franzosini, The Animal Gazer, New Vessel Press, 2018, ISBN 9781939931528, OCLC 975109558.